# 泸江 (南盘江)
泸江，也作泸江河，位于中国云南省南部，是西江南盘江段右岸支流，发源于石屏县宝秀镇西部高家山，向东流经宝秀镇、赤瑞湖、石屏县城异龙镇、异龙湖、坝心镇、建水县西庄镇、建水县城临安镇、面甸镇，进入开远市折向北流，经开远市区西部，最后于乐白道街道存旧村南入南盘江。全长111.6公里，流域面积4980平方公里。流域内多溶蚀洼地、溶洞和暗河。干流有部分河段为地下河。